# Rancho de Márquez
Rancho de Márquez är en ort i Mexiko.   Den ligger i kommunen Bachíniva och delstaten Chihuahua, i den nordvästra delen av landet, 1 300 km nordväst om huvudstaden Mexico City. Rancho de Márquez ligger 1 952 meter över havet och antalet invånare är 214.
Terrängen runt Rancho de Márquez är kuperad norrut, men söderut är den platt. Runt Rancho de Márquez är det mycket glesbefolkat, med 6 invånare per kvadratkilometer. Närmaste större samhälle är Bachiniva, 10,8 km söder om Rancho de Márquez. Omgivningarna runt Rancho de Márquez är i huvudsak ett öppet busklandskap.